# Qianzhen
Le district de Qianzhen (chinois traditionnel : 前鎭區; ; pinyin : Qiánzhèn Qū ; Wade : Ch'ien-chen Chü) est l'un des douze districts de Kaohsiung.

## Éducation
- École secondaire Cianjin de municipale de Kaohsiung
- Lycée des filles de Kaohsiung de municipalité de Kaohsiung

## Attractions touristiques
- Centre commercial de rêve
- Centre d'exposition de Kaohsiung
- Marché nocturne de Guanghua
- Marché nocturne de Jin-Zuan
- Marché nocturne de Kaisyuan
- Musée de la civilisation de la pêche de Kaohsiung
- SKM Park

## Transports
- Le district est desservi par la ligne rouge et le tramway circulaire du Métro de Kaohsiung. Les stations de Qianzhen sont Sanduo Shopping District Station, Shihjia Station, Kaisyuan Station, Cianjhen Senior High School Station, Caoya Station, LRT Depot Station, Lizihnei Station, Kaisyuan Rueitian Station, Cianjhen Star Station, Kaisyuan Jhonghua Station, Dream Mall Station, Commerce and Trade Park Station et Software Technology Park Station.